# Жустен, Лукас
Лукас да Силва Жустен (порт.-браз. Lucas da Silva Justen; род. 3 июля 2003) — бразильский футболист, защитник клуба «Флуминенсе», выступающий на правах аренды за «Гуарани».

## Клубная карьера
Лукас Жустен — воспитанник клуба «Флуминенсе», в академию которого он поступил, когда ему было 12 лет. 3 декабря 2023 года в матче против «Палмейраса» (1:0) Жустен дебютировал за «Флуминенсе» в бразильской Серии A, выйдя в стартовом составе. На 55-й минуте матча защитник получил красную карточку. 4 февраля 2024 года в матче Лиги Кариока против клуба «Боависта» (Сакуарема) (2:2) бразилец отметился первым результативным действием за «трёхцветных», отдав голевую передачу на Леле. 19 апреля 2024 года Лукас Жустен продлил контракт с «Флуминенсе» до 2026 года.
11 января 2025 года Лукас Жустен на правах арендного соглашения перешёл в клуб «Гуарани» до конца 2025 года. 15 января 2025 года в матче Лиги Паулиста против клуба «Ботафого» (Рибейран-Прету) (2:0) он дебютировал за новый клуб, выйдя на замену на второй тайм.

## Статистика
| Выступление      | Выступление      | Выступление      | Чемпионат | Чемпионат | Кубки | Кубки | Другие | Другие | Итого | Итого |
| Клуб             | Лига             | Сезон            | Игры      | Голы      | Игры  | Голы  | Игры   | Голы   | Игры  | Голы  |
| ---------------- | ---------------- | ---------------- | --------- | --------- | ----- | ----- | ------ | ------ | ----- | ----- |
| Флуминенсе       | Серия A          | 2023             | 1         | 0         | —     | —     | 0      | 0      | 1     | 0     |
| Флуминенсе       | Серия A          | 2024             | 0         | 0         | —     | —     | 5      | 0      | 5     | 0     |
| Флуминенсе       | Итого            | Итого            | 1         | 0         | 0     | 0     | 5      | 0      | 6     | 0     |
| → Гуарани        | Серия C          | 2025             | 7         | 0         | 0     | 0     | 9      | 0      | 16    | 0     |
| → Гуарани        | Итого            | Итого            | 7         | 0         | 0     | 0     | 9      | 0      | 16    | 0     |
| Всего за карьеру | Всего за карьеру | Всего за карьеру | 8         | 0         | 0     | 0     | 14     | 0      | 22    | 0     |

1. ↑  Лига Паулиста, Лига Кариока.